# Greatest Hits (album Oddziału Zamkniętego)
Greatest Hits – kompilacyjny album zespołu Oddział Zamknięty, wydany w roku 1994, nakładem wydawnictwa Sonic.
W czerwcu 2022 składanka osiągnęła certyfikat złotej płyty.

## Lista utworów
1. „Party” (W. Łuczaj – K. Jaryczewski) – 4:58
2. „Zabijać siebie” (W. Łuczaj – K. Jaryczewski) – 3:37
3. „Obudź się” (W. Łuczaj – K. Jaryczewski) – 5:09
4. „Andzia i ja” (A. Szpilman – M. Ciempiel) – 2:41
5. „Twój każdy krok” (A. Szpilman – K. Jaryczewski) – 5:07
6. „Ich marzenia” (W. Łuczaj – K. Jaryczewski) – 4:18
7. „Na to nie ma ceny” (W. Łuczaj – K. Jaryczewski) – 3:53
8. „Ten wasz świat” (W. Łuczaj – K. Jaryczewski) – 3:36
9. „Świat rad” (K. Jaryczewski – K. Jaryczewski) – 5:35
10. „Pokusy” (M. Ciempiel – K. Jaryczewski) – 3:38
11. „Bobby X” (K. Zawadka – K. Jaryczewski) – 3:00
12. „Debiut” (W. Łuczaj – K. Jaryczewski) – 5:14
13. „Horror” (M. Ciempiel) – 2:28
14. „To tylko pech” (K. Zawadka – K. Jaryczewski) – 3:13
15. „Oddział” (muz. trad. – K. Jaryczewski) – 3:20

Okładka albumu zawiera błędną informację dotyczącą utworu „Oddział” – w rzeczywistości jest to cover piosenki „2-4-6-8 Motorway” zespołu Tom Robinson Band, a autorem kompozycji nagranej w 1977 roku jest Tom Robinson. Polska wersja piosenki została użyta w filmie Miłość z listy przebojów.
Utwory 1-8 nagrano w Studio Radiowym w Szczecinie w czerwcu 1982 r. oraz w dniach 20-27 października 1982 r. w składzie:
- Krzysztof Jaryczewski – śpiew
- Wojciech Łuczaj-Pogorzelski – gitara
- Włodzimierz Kania – gitara
- Paweł Mścisławski – gitara basowa
- Jarosław Szlagowski – perkusja

Realizacja dźwięku: Piotr Madziar i Przemysław Kućko
Utwór 9 nagrano w Studio Wawrzyszew w Warszawie w 1983 r. w składzie:
- Krzysztof Jaryczewski – śpiew
- Wojciech Łuczaj-Pogorzelski – gitara
- Włodzimierz Kania – gitara
- Zbigniew Wypych – gitara basowa
- Michał Coganianu – perkusja

Utwory 10-15 nagrano w Studio Radiowym w Szczecinie w dniach 30 marca – 10 kwietnia 1984 r. w składzie:
- Krzysztof Jaryczewski – śpiew
- Wojciech Łuczaj-Pogorzelski – gitara
- Krzysztof Zawadka – gitara
- Marcin Ciempiel – gitara basowa
- Michał Coganianu – perkusja

Realizacja dźwięku: Piotr Madziar, Przemysław Kućko, Przemysław Kucharski.